# Quadrastichus capitonus
Quadrastichus capitonus (лат.) — вид паразитических наездников рода Quadrastichus из семейства Eulophidae (Chalcidoidea) отряда перепончатокрылые насекомые.

## Распространение
Россия (Волгоградская область).

## Описание
Мелкие наездники-эвлофиды, длина тела у самок 1,4 мм. Основная окраска тела самок чёрная; усики и ноги коричневые. Отличаются коротким брюшком: его длина меньше длины груди. Голова трапециевидной формы. Переднеспинка широкая, поперечная. Промежуточный сегмент без раздваивающихся дыхальцевых гребней. Передняя голень с одной шпорой. Передние крылья без постмаргинальной жилки. Булава усиков состоит из 3 члеников. Вид был впервые описан в 1978 году российским гименоптерологом Виктором Владимировичем Костюковым (ВНИИ биологической защиты растений РАСХН, Краснодар) под названием Tetrastichus capitonus, а в 2006 году включён в состав рода Quadrastichus.